# Отсчёт утопленников
«Отсчёт утопленников» (англ. Drowning by Numbers) — фильм Питера Гринуэя, получивший в 1988 году приз 41-го Каннского кинофестиваля «За лучший художественный вклад».
Вариант перевода названия, предложенный Алексеем Михалёвым, — «Утопая в числах».

## Сюжет
Фильм открывается сценой, в которой прыгающая через скакалку девочка считает звёзды на небе. Она останавливается на сотой звезде.
Три женщины — мать, дочь и племянница, носящие одно и то же имя Сисси Колпитц, уставшие от своих мужей, поочерёдно топят их — в ванне, в море и в плавательном бассейне. Друг семьи Колпитц судмедэксперт Мэджетт, рассчитывая завоевать взаимность одной из женщин, выдаёт каждую смерть за несчастный случай. Но все три женщины отказывают Мэджетту в отношениях.
Сын Мэджетта Смат, увлечённый разнообразными играми и подсчётом всего на свете — от листьев на дереве до сбитых на дороге животных, в свою очередь терпит неудачу в любви к девочке со скакалкой. Мэджетт становится подозреваемым в ряде преступлений. Девочку со скакалкой сбивает машина.
Три Сисси решают избавиться от Мэджетта. Вместе с Мэджеттом они приплывают на лодке на середину реки. В это время Смат, узнавший о гибели девочки, устраивает на берегу фейерверк и вешается. Под сполохи ракет Сисси Колпитц бросают урны с прахом своих мужей в воду и покидают лодку, открыв на её дне дырку. Женщины уплывают, оставив Мэджетта тонущим.

## Художественные особенности
Сцена с прыгающей через скакалку девочкой, заканчивающей свой подсчёт на сотой звезде, задаёт правила игры фильма — число 100 лежит в основе структуры произведения. Так, на протяжении фильма можно увидеть все числа от 1 до 100, причём числа возникают в совершенно неожиданных местах. По словам Гринуэя, в комнате Смата присутствуют сто вещей, английские названия которых начинаются с S, а в комнате Мэджетта — сто вещей, начинающихся с M.

## В ролях
- Сисси Колпитц 1, мать — Джоан Плаурайт
- Сисси Колпитц 2, дочь — Джульет Стивенсон
- Сисси Колпитц 3, племянница — Джоэли Ричардсон
- Генри Мэджетт, судмедэксперт — Бернард Хилл
- Смат, сын Мэджетта — Джейсон Эдвардс
- Джейк — Брайан Прингл
- Харди — Тревор Купер
- Беллами — Дэвид Моррисси
- Грегори — Джон Роген
- Тейген — Пол Муни
- Нэнси — Джейн Гарнетт
- Иона Богнор — Кенни Айрленд
- Моисей Богнор — Майкл Персивал
- Миссис Харди — Джоанна Диккинс
- Марина Беллами — Джанин Дувитски

## Съёмочная группа
- Автор сценария и режиссёр — Питер Гринуэй
- Продюсеры — Кес Касандер и Денис Уигмен
- Оператор-постановщик — Саша Верни
- Художники-постановщики — Бен ван Ос и Ян Рулфс
- Костюмы — Дин ван Стрален
- Композитор — Майкл Найман
- Звукорежиссёр — Гарт Маршалл
- Монтаж — Джон Уилсон

## Интересные факты
Музыка к фильму написана композитором-минималистом Майклом Найманом и основана на темах из Sinfonia Concertante in E flat, K364 Моцарта. Моцартовский оригинал можно услышать сразу после очередного утопления.
Фильм снят в окрестностях Саусолд (Саффолк, Англия).